# Sarcophaga mentor
Sarcophaga mentor är en tvåvingeart som först beskrevs av Charles Howard Curran och Walley 1934.  Sarcophaga mentor ingår i släktet Sarcophaga och familjen köttflugor.
Artens utbredningsområde är Guyana. Inga underarter finns listade i Catalogue of Life.